# Albert Camus
Albert Camus [alˈbɛʁ kaˈmy]IPA [albér kami] (7. listopadu 1913 – 4. ledna 1960) byl francouzský filozof, spisovatel a publicista. Bývá uváděn jako jeden z čelných představitelů existencialismu, přestože taková označení systematicky odmítal. Stejně tak si nepřál, aby byl pokládán za filozofa, avšak pozdější filozofické myšlení výrazně ovlivnil.

## Život
Pocházel z francouzsko-španělského manželství. Narodil se v Mondovi (v Alžírsku, které bylo tehdy francouzskou kolonií), kde po otcově smrti na Marně vyrůstal v chudinské čtvrti. Zážitky z dětství později ovlivnily i jeho politické názory a vytvořily z něho zarytého antikolonialistu a odpůrce rasismu. V Alžíru Camus vystudoval filosofii a klasické literatury. Jeho pozdější filosofii ovlivnila díla řeckých filosofů, Friedricha Nietzscheho, Arthura Schopenhauera, Fjodora Dostojevského nebo Franze Kafky. Mezi léty 1928 a 1930 byl brankářem za juniorský tým klubu Racing Universitaire d'Alger. I tato zkušenost ovlivnila jeho budoucí dílo. Obdivoval týmového ducha, který s sebou hra fotbalu nese. Srovnával fotbal s lidskou existencí, smrtelností a osobní identitou.
Roku 1934 se stal členem komunistické strany, kterou o rok později pro názorové neshody opustil, až do roku 1938 vystřídal několik zaměstnání, teprve roku 1938 se začal věnovat literatuře – stal se novinářem. Po vypuknutí druhé světové války se dobrovolně přihlásil do armády, avšak nebyl přijat kvůli tuberkulóze. Jeho novinářská činnost vedla roku 1940 k jeho vyhoštění z Alžíru, Camus odjel do Paříže, kde se zapojil do protifašistického hnutí (hnutí odporu). V průběhu druhé světové války se věnoval především divadlu.
Během druhé světové války publikoval v ilegálním časopise Combat. Kolem roku 1950 začal být velmi aktivní v otázkách francouzské koloniální politiky v Alžírsku, kdy se stal jejím nesmiřitelným kritikem.
Camus měl četné milostné vztahy, zvláště nepravidelný a nakonec veřejný poměr s herečkou španělského původu Marií Casares, se kterou vedl rozsáhlou korespondenci.  Jeho manželka Francine Faure tento románek těžce nesla. Na začátku 50. let se psychicky zhroutila a potřebovala hospitalizaci. Camus, který se cítil provinile, se stáhl z veřejného života a byl nějakou dobu v mírné depresi. 
Roku 1957 mu byla udělena Nobelova cena za literaturu za „dílo vrhající nové světlo na problémy, kterým dnes musí čelit naše lidské svědomí“.
Zemřel při autonehodě ve městě Villeblevin, když jel společně se svým nakladatelem Michelem Gallimardem ve sportovním voze Facel Vega FV2. Camus původně nechtěl jet autem, o čemž svědčí lístek na vlak, který byl nalezen v jeho kapse. O jeho smrti kolují různé konspirační teorie. Spisovatel Giovanni Catelli vytvořil na základě jednoho úryvku v deníku spisovatele Jana Zábrany teorii, že byl Camus ve skutečnosti zavražděn sovětskou tajnou službou KGB na příkaz ministra zahraničí Dmitrije Šepilova.

## Dílo
Albert Camus se ve svých dílech soustředil na problematiku odcizenosti a vzpoury, často se u něj objevuje téma strachu ze samoty. Jeho díla jsou reakcí na ztrátu tradičních hodnot a přesvědčení o nesmyslnosti a absurdnosti života.

### Beletrie
- Cizinec (L'Étranger, 1942) – tento román se odehrává v Alžírsku asi v první polovině 20. století. Dá se rozdělit na část dějovou a úvahovou.
1) dějová část: Je vyprávěna v ich-formě a zachycuje poslední část života úředníka Meursaulta (hlavní hrdina). Příběh začíná pohřbem Meursaultovy matky, měl matku rád, ale necítí lítost, smířil se s tím, že smrt musí někdy přijít. Bere život tak, jak jde, nenechává se vyvést ze svého klidu. Krátce po pohřbu naváže kontakt se svou bývalou kolegyní Marií a seznámí se se sousedem pochybného charakteru Raymondem. Dokonce Raymondovi napíše dopis na rozloučenou s jeho nevěrnou milenkou a zjišťuje, že Raymond má problémy s partou Arabů (jeden z party je bratrem oné dívky). Meursault, Marie a Raymond odcestují na chatu Raymondova přítele. Procházejí se po pláži, Raymonda napadnou Arabové a zasadí mu ránu nožem, poté prchají. Meursault se prochází dále a uvidí mezi skalisky jednoho z útočníků. jelikož je na pláži horko a on dostane úpal, snaží se dostat do stínu skalisek. Tam se ale nachází jeden z Arabů. Meursault váhá, zda se má k němu přiblížit. Poté, co se pomalu přibližuje k Arabovi na něho Arab vytáhne nůž a hlavní hrdina ho zastřelí zbraní od Raymonda. Poté je uchvácen, jak do mrtvého Araba další čtyři kulky lehce vnikají. 
2) úvahová část: V této části je Meursault zatčen, vyslýchán, vidíme jeho vězeňský život, výslechy i soudní proces. Čeká na popravu, rekapituluje si svůj život a přemýšlí o jeho smyslu. Nechápe absurdní svět, ve kterém člověka hodnotí jen z vnějšku a ne podle vnitřních pohnutek. Všichni jej označují jako bezcitného, protože neplakal na matčině pohřbu, potom hned šel s dívkou do kina a ještě navíc zabil člověka. Není schopen orientovat se v hodnotovém řádu společnosti, je cizincem v lidském kolektivu i ve svém vlastním životě, který je mu v podstatě lhostejný. Nevěří v Boha, ale pouze v jedinou životní jistotu – smrt. Ze svého jednání obviňuje společnost, neboť vinu na současných poměrech mají všichni lidé, jimž nezáleží na lásce, přátelství, mravnosti ani životě.
Velice důležitým jevem v tomto románu je slunce a také teplo, jelikož právě ve chvílích, kdy svítí slunce se Meursault dostává do nepříjemných situací. Můžeme si toho povšimnout během pohřbu Meursaultovy matky, ve chvíli, kdy jsou na pláži a on zabije jednoho z Arabů, či na konci během Meursaultova procesu.
- Mor (La Peste, 1947) – dílo je jakousi románovou kronikou. Její děj se odehrává v alžírském městě Oranu zamořeném morem. Kroniku píše jeden z hrdinů (lékař Bernard Rieux) a využívá při tom zápisky intelektuála Tarraoua. Román Mor je čtenářsky náročné dílo se zřetelnou filozofickou rovinou charakteristickou pro autora – vzpourou, bojem, vzepřením se neradostnému lidskému údělu. Tragédie začne hromadným úhynem krys ve městě; lidské oběti na sebe nenechají dlouho čekat. Zpočátku nechce nikdo uvěřit varování doktora Rieuxe, který záhy odhalí velké nebezpečí a požaduje po starostovi zavedení tvrdých bezpečnostních opatření včetně karantény. Zanedlouho je však starosta nucen uznat oprávněnost Rieuxových požadavků a město se změní v hermeticky uzavřený mikrosvět. Vojáci dohlíží na to, aby z oploceného města nikdo nepronikl ven. Situace se stane natolik vážnou, že kdokoliv se o to pokusí, je zastřelen. Dovnitř proudí pouze zásoby potravin a zdravotnický materiál. Začíná boj mezi obyvateli a zhoubnou nákazou. Počáteční panika se změní v odhodlání postavit se tváří v tvář krizi. Mrtvých ale přibývá, provizorní hřbitovy se plní, protilátky neúčinkují, jak by měly, a síly docházejí.
- Pád (La Chute, 1956) – dílo původně plánováno jako jedna z povídek v souboru Exil a království, vzhledem k rozsahu se jej Camus rozhodl publikovat samostatně jako román.
- Exil a království (L'exil et le royaume, 1957) – povídková kniha
- Šťastná smrt (La Mort heureuse, napsáno 1936–1938, publikováno posmrtně 1971)
- První člověk (Le premier homme, nedokončeno, vydáno posmrtně 1994) – fragment textu byl nalezen na místě autonehody, při které Camus zemřel. 
První člověk je především román autobiografický, ale objevují se v něm i témata alžírské vlasti, chudoby, násilí a spravedlnosti. Hlavním hrdinou je alžírský Francouz Jacques Cormery,který se vrací do rodného Alžírska navštívit svou matku a pátrat po svém otci. Camus v tomto románu pravděpodobně zamýšlel rozvinout téma nespravedlnosti a násilí v Alžírsku a vztahu ke své vlasti a rodině. Přesto je toto dílo typickým příkladem Camusovy tvorby, v němž se zamýšlí nad otázkami smyslu života a ztráty víry chudých. Vyjadřuje se k občanské válce v Alžíru a snaží se nalézt příčiny nesvárů mezi Araby a Francouzi. Výrazným znakem románu je podrobné a realistické líčení Cormeryho, tedy vlastně Camusova dětství.

### Dramata a dramatizace
- Caligula (Caligula, napsáno 1938, knižně vydáno 1944) – pravděpodobně autorovo nejlepší drama. Hru o římském císaři pojal opět netradičně, Caligulu pojímá jako člověka, který revoltuje proti absurditě pomocí zločinů a her smrti. Nebere ho jako blázna. Proti Caligulovi vzniká vzpoura – ten se jí však směje. Hra je zaměřená proti diktátorským režimům.
- Nedorozumění (Le Malentendu, 1944) – děj se odehrává v penzionu u řeky v Českých Budějovicích, kam nikdo nechodí. Do tohoto penzionu přijíždí záhadný host z koloniální Afriky. Avšak v penzionu hosta otráví a tělo hodí do řeky, aby se mohli zmocnit jeho majetku a peněz a mohli odejít ze "šedi do slunce" (v tomto díle se odráží Camusův špatný pocit v Čechách, které jsou pro něj velmi chmurné oproti veselému a slunečnému mořskému pobřeží). On byl poslední, koho chtěli zabít. Závěr dramatu: Ráno přijíždí do penzionu Maria, manželka onoho "cizince", Jana. Díky Marii zjistili, že se jednalo o člena rodiny, který neodhalil svoji totožnost hned při příjezdu (a proto i Marie přijíždí až ráno, neboť Jan si přál být tam první noc sám a neprozradit se), aby mohl svoji matku a sestru pozorovat "zvenčí" a tím lépe zjistil, co skutečně potřebují. Děj příběhu se odehrává od večera do rána.
- Stav obležení (L' Etat de Siege, 1948)
- Spravedliví (Les Justes, 1949)
- Rekviem za jeptišku (Requiem pour une nonne, 1956) – dramatizace stejnojmenného románu Williama Faulknera.
- Běsi (Les Possédés, 1959) – dramatizace stejnojmenného románu Fjodora Michajloviče Dostojevského

### Eseje a filosofické spisy
Albert Camus napsal celou řadu esejů, většina z nich je spíše filosoficky laděna, některé mají i více beletristickou podobu.
- Mýtus o Sisyfovi (Le Mythe de Sisyphe, 1942) – motivem je mu antický mýtus o Sisyfovi, který pojal netradičně – z pohledu Sisyfa. Sisyfos může být šťasten. Jeho osud je stejný jako osud všech lidí, avšak on si, na rozdíl od nich, uvědomuje marnost své snahy, proto je „pánem“ tohoto svého neodvratného osudu. Není tedy v zajetí marné naděje, tudíž je svobodnější. Kniha postihuje úděl moderního člověka v jeho absurditě a absurdno povyšuje na filozofickou kategorii. Z východisek beznaděje, zbytečnosti a lhostejnosti dospívá argumentací k pozitivním závěrům: pomocí absurdních prožitků je dovoleno člověku dál pokračovat v životě.
- Člověk revoltující (L'Homme révolté, 1951) – zde odmítl kolektivní revoluci, ačkoli uznával revoltujícího člověka. Vzpoura má být boj proti utrpení a zlu. Podle něj revoltou člověk potvrzuje svoji existenci. Tento esej (resp. odmítnutí kolektivní revoluce) byl příčinou jeho sporu s J.-P. Sartrem.

### Deníky a memoáry
- Zápisníky I. (květen 1935 – únor 1942) (Carnets I, mai 1935–février 1942, vydáno posmrtně 1962)
- Zápisníky II. (leden 1942 – březen 1951) (Carnets II, janvier 1942–mars 1951, vydáno posmrtně 1964)
- Zápisníky III. (březen 1951 – prosinec 1959) (Carnets III, mars 1951–décembre 1959, vydáno posmrtně)
- Albert Camus, Maria Casarès. Correspondance inédite (1944–1959). Édition de Béatrice Vaillant. Avant-propos de Catherine Camus. Collection Blanche, Gallimard. Parution : 09-11-2017.

## České překlady a vydání

### Beletrie
- Cizinec
  - Cizinec, Václav Petr, Praha 1947, přeložil Svatopluk Kadlec
  - in Cizinec, Pád, Mladá fronta, Praha 1966, přeložil Miloslav Žilina
  - Cizinec, Odeon, Praha 1988, přeložil Miloslav Žilina, znovu Hynek, Praha 1997 a Garamond, Praha 2005
  - in Romány a povídky, Odeon, Praha 1969, přeložili Miloslav Žilina, Josef Pospíšil a Milena Tomášková, obsahuje Cizinec, Mor, Pád a Exil a království
  - Cizinec / L´ étranger, Garamond, Praha 2009, přeložil Miloslav Žilina, dvojjazyčné komentované vydání
- Mor
  - Mor, SNKLU, Praha 1963, přeložila Milena Tomášková, znovu Odeon, Praha 1993, Hynek, Praha 1997 a Garamond, Praha 2007
  - in Romány a povídky, Odeon, Praha 1969, přeložili Miloslav Žilina, Josef Pospíšil a Milena Tomášková, obsahuje Cizinec, Mor, Pád a Exil a království
- Pád
  - in Cizinec, Pád, Mladá fronta, Praha 1966, přeložil Miloslav Žilina
  - in Romány a povídky, Odeon, Praha 1969, přeložili Miloslav Žilina, Josef Pospíšil a Milena Tomášková, obsahuje Cizinec, Mor, Pád a Exil a království
  - Pád, Garamond, Praha 2006, přeložil Miloslav Žilina
- Exil a království
  - Exil a království, SNKLU, Praha 1965, přeložil Josef Pospíšil, znovu Garamond, Praha 2005
  - in Romány a povídky, Odeon, Praha 1969, přeložili Miloslav Žilina, Josef Pospíšil a Milena Tomášková, obsahuje Cizinec, Mor, Pád a Exil a království
- Šťastná smrt, Garamond, Praha 2006, přeložil Ladislav Šerý
- První člověk, Mladá fronta, Praha 1995, přeložila Kateřina Vinšová

### Dramata a dramatizace
- Caligula
  - Caligula, DILIA, Praha 1964, přeložila Alena Šabatková
  - in Caligula, Stav obležení, Orbis, Praha 1965, přeložili Alena Šabatková a Jiří Konůpek
- Nedorozumění, DILIA, Praha 1968, přeložila Alena Šabatková
- Stav obležení
  - in Caligula, Stav obležení, Orbis, Praha 1965, přeložili Alena Šabatková a Jiří Konůpek
- Spravedliví, DILIA, Praha 1964, přeložila Alena Šabatková
- Rekviem za jeptišku, DILIA, Praha 1965, přeložila Gabriela Vavrušková
- Běsi, DILIA, Praha 1967, přeložil Jaroslav Král

### Eseje a filosofické spisy
- Člověk revoltující, Český spisovatel, Praha 1995, přeložila Kateřina Lukešová, znovu Garamond, Praha 2007
- Mýtus o Sisyfovi, Svoboda, Praha 1995, přeložila Dagmar Steinová, znovu Garamond, Praha 2006

- výbory z esejistické tvorby
  - Léto, Hynek, Praha 1999, přeložila Vlasta Dufková
  - Rub a líc (eseje Léto, Svatba, Rub a líc), Host, Brno 2014, přeložil a doslov napsal Denis Molčanov

### Deníky a memoáry
- Zápisníky I. (květen 1935 – únor 1942), Mladá fronta, Praha 1997, přeložila Vlasta Dufková
- Zápisníky II. (leden 1942 – březen 1951), Mladá fronta, Praha 1999, přeložila Vlasta Dufková a Josef Mlejnek
- Zápisníky III. (březen 1951 – prosinec 1959), Mladá fronta, Praha 2000, přeložila Vlasta Dufková